# Aloys Bigirumwami
Aloys Bigirumwami (22 décembre 1904 - 3 juin 1986) est un prélat rwandais de l'Église catholique romaine. Il a été évêque de Nyundo (de) de 1959 à 1973, ayant auparavant été vicaire apostolique. 

## Biographie
Aloys Bigirumwami naît dans une famille tutsie le 22 décembre 1904 à Zaza, au Rwanda, et est baptisé le jour de Noël. Il est issu du clan Bagesera-Bazirankende, qui avait gouverné Gisaka, un État conquis vers 1850 et annexé au Rwanda. 
Son père, Joseph Rukamba, est l'un des premiers chrétiens de la mission catholique fondée à Zaza en 1900, et est baptisé à la Noël 1903. Aloys est l'aîné d'une famille de six garçons et six filles.   
À l'âge de dix ans, Aloys Bigirumwami entre au petit séminaire de Kabgayi. Il entre au grand séminaire de Kabgayi en 1921, où il étudie sous l'évêque Jean-Joseph Hirth, fondateur de l'Église du Rwanda. Il est ordonné prêtre le 26 mai 1929.

### Carrière
Bigirumwami enseigne au petit séminaire de Kabgayi en 1929. Il est alors tour à tour vicaire des paroisses de Kabgayi (1930), Murunda (1930), Kigali Sainte Famille (1931) et Rulindo (1932). Le 30 janvier 1933, il est nommé pasteur de Muramba, occupant ce poste jusqu'au 17 janvier 1951. En 1947, il est le premier prêtre rwandais à être nommé au conseil du Vicariat. En 1951, il est nommé pasteur de Nyundo. 
Le 14 février 1952, le pape Pie XII le nomme premier vicaire apostolique de Nyundo et évêque titulaire de Garriana (de). Il est ordonné évêque à Kabgayi pendant la fête de la Pentecôte, le 1er juin 1952, lors d'une cérémonie à laquelle assistent de nombreux dirigeants d'Églises et de civils ainsi qu'une énorme foule de chrétiens. Le roi Mutara Rudahigwa du Rwanda est également présent et prend la parole à l'occasion. Après sa consécration, Nyundo a reçu 20 000 convertis.  
Bigirumwami rejette l'existence d'un conflit entre les deux populations rwandaises. L'évêque croit également que la conversion des païens relevant de sa compétence pourrait être atteint avec un grand nombre de prêtres. Il a déclaré un jour : « Avec suffisamment de prêtres, un tous les dix kilomètres, cela ne prendrait pas trop de temps ». Bigirumwami ignore également la sorcellerie en ce qui concerne la médecine, mais l'attaque dans les domaines de la prophétie et de l'envoûtement.   
Bigirumwami s'occupe de la construction d'écoles et d'hôpitaux et aide les filles à recevoir une éducation. En 1956, il ordonne André Perraudin, qui fut plus tard nommé archevêque de l'Église rwandaise.  
Bigirumwami est élevé au rang d'évêque lors de l'élévation de son vicariat à un diocèse le 10 novembre 1959. Le nouveau diocèse de Nyundo comprend les anciennes préfectures de Gisenyi, Kibuye et une partie de Ruhengeri. Quelque 54 000 habitants du diocèse sont chrétiens sur une population totale de 375 000 personnes. Il occupe ce poste jusqu'à sa retraite après vingt et un ans de service, cinq jours avant son soixante-neuvième anniversaire, le 17 décembre 1973. 
Bigirumwami est le premier évêque africain à être nommé dans les colonies belges (Rwanda, Burundi et Congo). Il fut aussi considéré comme un candidat probable pour devenir cardinal. 
Aloys Bigirumwami meurt d'une crise cardiaque le 3 juin 1986 à l'hôpital de Ruhengeri, à l'âge de 81 ans. Il est enterré dans la cathédrale de Nyundo.   

## Travaux
Bigirumwami était peu exposé à la culture rwandaise quand il était enfant, et quand il a commencé à s'intéresser aux coutumes ancestrales, c'était en tant que missionnaire qu'il s'intéressait aux pratiques païennes qu'il était déterminé à détruire. Cependant, il a progressivement pris conscience des valeurs incorporées dans les croyances traditionnelles, et est venu à penser que l'Église ne devrait pas détruire les cultures locales, mais devrait les utiliser pour véhiculer son message. En décembre 1954, il fonde le magazine Hobe destiné à la jeunesse. Hobe, entièrement écrit en kinyarwanda, connaît un grand succès et faisait partie d'un effort délibéré pour réhabiliter la culture rwandaise à une époque où il était courant de la rejeter comme inférieure à la civilisation occidentale. Bigirumwami a écrit de nombreux livres sur la culture rwandaise et croyait fermement en l'unité du peuple rwandais. Il critiquait les publications étrangères qui exagéraient les différences entre les différents groupes. 

## Sources
- David M. Cheney, « Bishop Aloys Bigirumwami », sur Catholic Hierarchy, 2012 (consulté le 24 mars 2013)
- Tharcisse Gatwa, The Churches and Ethnic Ideology in the Rwandan Crises, 1900-1994, OCMS, 2005, 282 p. (ISBN 978-1-870345-24-8, lire en ligne)
- Ivan R. Mugisha, « Tribute to Bishop Aloys Bigirumwami », The New Times (Rwanda),‎ 21 septembre 2012 (lire en ligne, consulté le 25 mars 2013)
- Apollinaire Ntamabyaliro, Rwanda pour une réconciliation, la miséricorde chrétienne : Une analyse historico-théologique du magistère épiscopal rwandais (1952-1962), Harmattan, janvier 2011, 252 p. (ISBN 978-2-296-44873-5, lire en ligne)
- Faustin Nyangezi Rwamfizi, Aspects de la culture à l'époque coloniale en Afrique centrale : Formation : Réinvention, Harmattan, février 2008 (ISBN 978-2-296-19091-7, lire en ligne), « Hobe : Revue catholique pour enfants et jeunes Rwandais (1954-2004) »
- Eugène Shimamungu, « Biographie de Mgr Aloys Bigirumwami » [archive du 11 mai 2013], sur Editions Sources du Nil, 27 mai 2009 (consulté le 25 mars 2013)